# Barbus inaequalis
Barbus inaequalis is een  straalvinnige vissensoort uit de familie van eigenlijke karpers (Cyprinidae). De wetenschappelijke naam van de soort is voor het eerst geldig gepubliceerd in 1988 door Lévêque, Teugels & Thys van den Audenaerde.
De soort staat op de Rode Lijst van de IUCN als Onzeker, beoordelingsjaar 2006.